# Tvillingtjärnarna (Arjeplogs socken, Lappland, 731505-160713)
Tvillingtjärnarna är en sjö i Arjeplogs kommun i Lappland och ingår i Skellefteälvens huvudavrinningsområde.